# Walter M. Pierce
Walter Marcus Pierce, född 30 maj 1861 i Morris, Illinois, död 27 mars 1954 i Salem, Oregon, var en amerikansk demokratisk politiker. Han var Oregons guvernör 1923–1927.
Pierce studerade vid University of Michigan och arbetade därefter som lärare. År 1896 avlade han sedan juristexamen vid Northwestern University i Illinois. Juridik praktiserade han i Oregon.
Pierce efterträdde 1923 Ben W. Olcott som guvernör och efterträddes 1927 av I.L. Patterson.
Kongressledamot Robert R. Butler avled 1933 i ämbetet. Pierce fyllnadsvaldes till representanthuset. År 1943 efterträddes han sedan som kongressledamot av Lowell Stockman.